# 혼다 야스노리 (에도 시대)

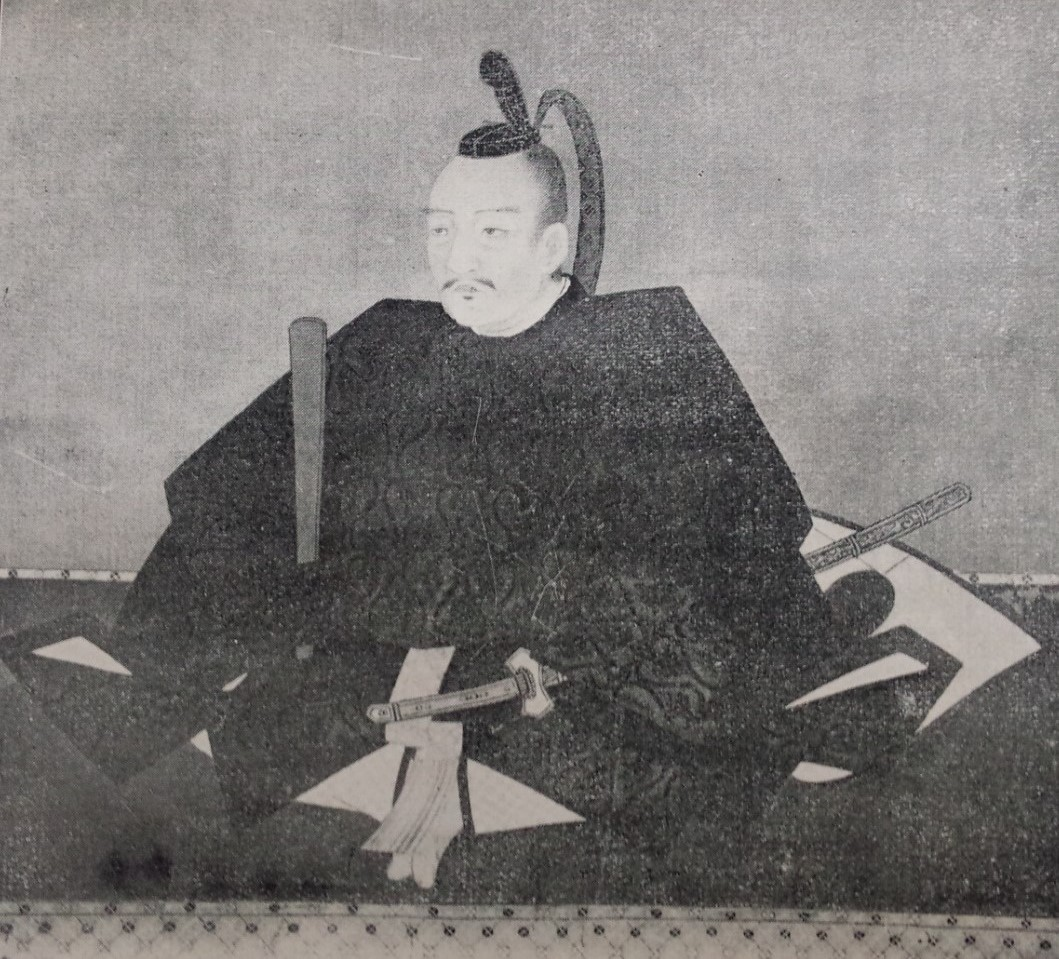
혼다 야스노리

혼다 야스노리(일본어: 本多康紀, 1579년 ~ 1623년 11월 17일)는 아즈치모모야마 시대부터 에도 시대 전기까지의 무장, 다이묘이다. 미카와 오카자키번 제2대 번주를 지냈다. 히로타카계 혼다가(広孝系本多家) 제2대 당주.
| 전임 혼다 야스시게 | 제2대 오카자키번 번주 (혼다 분고노카미가) 1611년 ~ 1623년 | 후임 혼다 다다토시 |